# Accord de partenariat stratégique global entre la Corée du Nord et la Russie
L'accord de partenariat stratégique global entre la Corée du Nord et la Russie est un traité de sécurité et de défense entre la Corée du Nord et la Russie. Il est signé le 18 juin 2024 lors d'une visite du président russe Vladimir Poutine en Corée du Nord.

## Histoire
Le traité est signé le 18 juin 2024 par le dirigeant nord-coréen Kim Jong-un et le président russe Vladimir Poutine à Pyongyang. Il intervient dans un contexte de renforcement des liens entre la Russie et la Corée du Nord et de suspicion de soutien nord-coréen à la Russie lors de son invasion de l'Ukraine. Kim décrit la relation entre les deux nations comme une « amitié ardente » et qualifie le traité de « traité le plus fort jamais conclu », tandis que Poutine le salue comme un « document révolutionnaire ».

## Contenu
Le traité est composé d'un préambule et de 23 articles. Il couvre la coopération politique, commerciale, d'investissement et de sécurité.
L'article 3 stipule que « dans le cas où une menace directe d'invasion armée est créée », les deux pays « utiliseront immédiatement la voie des négociations bilatérales afin d'ajuster leurs positions » et « d'examiner les mesures pratiques réalisables ». L'article 4 du traité stipule que si l'un des pays « est mis en état de guerre par une invasion armée », l'autre « fournira sans délai une assistance militaire et autre avec tous les moyens en sa possession » conformément « à l'article 51 de la Charte des Nations unies et aux lois de la RPDC et de la fédération de Russie ».
L'article 8 stipule que les deux parties « établiront des mécanismes » pour « renforcer les capacités de défense afin de prévenir la guerre ». L'article 10 stipule que les parties « développeront les échanges et la coopération » dans des domaines tels que la science et « l'énergie nucléaire pacifique ». L'article 16 stipule que les deux nations « considèrent la mise en œuvre de telles mesures comme illégales et comme des actes qui violent la Charte des Nations unies et les normes internationales ».

## Conséquences
En octobre 2024, selon le service national de renseignement sud-coréen, la Corée du Nord a envoyé 1 500 forces d'opérations spéciales en Russie pour préparer les combats sur le front ukrainien.